# Hanns Schreiner
Hanns Schreiner (* 7. Juli 1930; † 6. Mai 2016) war ein deutscher Verwaltungsbeamter.

## Leben
Schreiner arbeitete zunächst als Schauspieler und Journalist, wechselte dann in den Verwaltungsdienst und wurde in den 1970er-Jahren als Ministerialdirigent Sprecher der rheinland-pfälzischen Landesregierung. Von 1989 bis 1991 amtierte er unter Ministerpräsident Carl-Ludwig Wagner als Staatssekretär und Chef der Staatskanzlei des Landes Rheinland-Pfalz.